# Ченстково (Вейгеровський повіт)
Ченстково (пол. Częstkowo) — село в Польщі, у гміні Шемуд Вейгеровського повіту Поморського воєводства.
Населення — 614 осіб (2011).
У 1975-1998 роках село належало до Гданського воєводства.

## Демографія
Демографічна структура станом на 31 березня 2011 року:
|          | Загалом | Допрацездатний вік | Працездатний вік | Постпрацездатний вік |
| -------- | ------- | ------------------ | ---------------- | -------------------- |
| Чоловіки | 327     | 107                | 196              | 24                   |
| Жінки    | 287     | 85                 | 163              | 39                   |
| Разом    | 614     | 192                | 359              | 63                   |